# Hirehonnihalli, Kalghatgi
Hirehonnihalli là một làng thuộc tehsil Kalghatgi, huyện Dharwad, bang Karnataka, Ấn Độ.